# Modello di propaganda
Il modello di propaganda è una teoria avanzata da Edward S. Herman e Noam Chomsky che tenta di fornire un modello di funzionamento della propaganda nei mass media (ivi incluse le forme di pregiudizio sistemico), in termini di cause economiche strutturali. 
Sebbene il modello fosse basato principalmente sui media degli USA, Chomsky e Herman credono che la teoria sia applicabile a tutti i paesi che condividono la struttura economica di base che il modello postula come causa della distorsione dei media.

## Storia
Presentata per la prima volta nel libro La fabbrica del consenso. L'economia politica dei mass media (Manufacturing Consent: the Political Economy of the Mass Media, 1988), la teoria vede i media come delle imprese che vendono un prodotto (lettori e pubblico, oppure notizie) ad altre imprese (gli inserzionisti pubblicitari). La teoria postula cinque "filtri" che determinano il tipo di notizie che vengono alla fine pubblicate, e che sono: 
1. la proprietà;
2. gli introiti (funding);
3. le fonti di notizie (sourcing);
4. la reazione negativa (flak);
5. l'ideologia (quella prima anticomunista e poi antiterrorista nel caso dei media statunitensi).

I primi tre filtri sono i più importanti.

## I filtri

### La proprietà
Herman e Chomsky sostengono che siccome tutti i media dominanti sono grandi corporation che fanno a loro volta parte di conglomerati (conglomerates) più grandi, come Westinghouse o General Electric, che si estendono oltre i settori tradizionali dei media, queste aziende hanno forti interessi che potrebbero venire influenzati sfavorevolmente se alcune informazioni venissero divulgate. Secondo questo ragionamento, c'è da aspettarsi che le notizie che vanno in conflitto di interesse di coloro che posseggono il mezzo di comunicazione, vengano distorte.
Gli autori sostengono che l'importanza del filtro proprietà è dovuta al fatto che le corporazioni sono soggette al controllo degli azionisti nel contesto di una economia di mercato orientata al profitto. Chomsky e Herman osservano:
Se i manager non riescono a portare avanti azioni che favoriscano il guadagno degli azionisti, gli investitori istituzionali saranno portati a vendere azioni (facendone abbassare il prezzo), o ad essere in sintonia con terzi che ne stiano valutando l'acquisto (p. 11).
Da ciò segue che nei casi in cui massimizzare il profitto significhi sacrificare l'obiettività delle notizie, le notizie che alla fine verranno pubblicate saranno fondamentalmente distorte, qualora su queste i manager avessero un conflitto di interessi.
Osserva Herman, intervistato da David Ross:
Ne “La fabbrica del consenso”, originariamente pubblicato nel 1988 ma rivisto nel 2002, mettiamo in evidenza gli interessi di coloro che controllano 25 delle più grosse corporazioni mediatiche. In mezzo alla tabella c'è il New York Times, proprietà della famiglia Sulzberger. Al tempo, le loro azioni valevano mezzo miliardo di dollari. Adesso valgono probabilmente intorno a 1,2 miliardi di dollari. Stiamo parlando perciò di persone molto ricche facenti parte dell'establishment corporativo. L'idea secondo cui queste persone lascerebbero che i propri strumenti facciano qualcosa che potrebbe risultare contrario agli interessi della comunità corporativa è senza senso.

### Gli introiti
Gli autori sostengono anche che i media di maggiore diffusione dipendono pesantemente dagli introiti pubblicitari per sopravvivere. Un giornale come il New York Times, per esempio, deriva il 75% dei suoi ricavi dalla pubblicità. I giornali in generale ricevono in media il 70 percento dei loro introiti dalla pubblicità, la televisione il 95%. Tutte le stazioni televisive e tutti i network hanno persone che vanno in giro per cercare di vendere i loro programmi alle aziende. Le devono convincere dei meriti dei programmi in cui le aziende vogliono reclamizzare.
Gli autori suggeriscono che questo filtro si capisca meglio collocandolo in un tradizionale contesto di business. Sostengono che un giornale, come qualunque altra azienda, ha un prodotto che offre al suo pubblico (o clientela). In questo caso, tuttavia, il prodotto è composto dai lettori ricchi (affluent) che comprano il giornale — consistenti anche nel settore istruito della popolazione che ha potere decisionale — mentre i clienti comprendono le imprese che pagano per reclamizzare i loro prodotti. Secondo questo "filtro", le notizie stesse non sono nient'altro che un "riempitivo" per far sì che lettori privilegiati vedano le pubblicità che costituiscono il vero contenuto, e che quindi avrà la forma che più si adatta ad attrarre popolazione istruita con potere decisionale. Le storie che vadano in conflitto col loro "carattere di acquirenti" , si sostiene, tenderanno ad essere marginalizzate o escluse, come anche informazioni che presentino una visione del mondo contrastante con gli interessi dei pubblicitari.
La teoria sostiene che coloro che acquistano il giornale sono a loro volta il prodotto che viene venduto alle imprese che acquistano spazi pubblicitari; il giornale in sé ha solo marginalmente il ruolo di prodotto.
Osserva Herman, intervistato da David Ross:
Le aziende [...] non solo vogliono una larga audience, vogliono anche un'audience d'elite – più soldi l'audience ha e meglio è. Non vogliono disturbare l'audience. Vogliono ciò che si definisce “un ambiente favorevole alla vendita” dei propri prodotti. Per cui c'è bisogno di competere per le aziende, e queste sono la principale fonte di finanziamento. Non c'è dubbio che le aziende influenzano ciò che fanno i media. Non interferiscono in continuazione. Non telefonano ai media per richiamarli all'ordine; non funziona così. La loro principale influenza deriva dal fatto che i media devono competere per loro, e i media devono convincere le aziende che i loro programmi soddisfano i loro bisogni.
Alcune aziende praticamente dettano condizioni specifiche sui programmi. Per esempio, Procter & Gamble, uno dei più grossi acquirenti di pubblicità, ha una regola pubblicitaria scritta. L'azienda non favorisce programmi che insultano le forze armate o che insinuano che la comunità imprenditoriale non sia una comunità benevola e spirituale. L'eccellente libro di Ben Bagdikian, “The Media Monopoly”', cita direttamente Procter and Gamble. Egli mostra inoltre come certe aziende forniscono indicazioni dicendo che reclamizzeranno soltanto in quei media che si confanno a “certi standard”, standard che in realtà sono di natura politica.
 Per cui, se sei un giornale di sinistra, se veramente hai un messaggio che va a disturbare la comunità imprenditoriale, nessuno ti comprerà spazi pubblicitari. Questo filtro delimita i media che potranno ricevere contratti pubblicitari, e perciò, chi potrà permettersi di spendere un sacco di soldi per produrre programmi di buona qualità. Questo filtro ha effetto anche sulla programmazione e nella cernita di notizie in quanto i media non vogliono offendere e far così scappare le aziende.

### Le fonti di notizie
Il terzo filtro sostiene che i mass media hanno bisogno di un flusso costante di informazioni per soddisfare la loro richiesta giornaliera di notizie. In un'economia industrializzata, dove i consumatori richiedono informazioni su molteplici eventi globali, essi sostengono che questo compito può essere assolto solo dai settori finanziari e del governo, che possiedono le necessarie risorse materiali. Questi comprendono principalmente Il Pentagono e altri enti governativi. Chomsky e Herman sostengono quindi che tra i media e le parti del governo sorge una "relazione simbiotica", sostenuta da necessità economiche e reciprocità di interessi. D'altra parte, governo e promotori di notizie tentano di rendere più semplice, per gli organi di informazione, l'acquisto dei loro servizi; secondo gli autori (p.22), essi
- li forniscono di centri in cui riunirsi
- danno in anticipo ai giornalisti copie di discorsi o di rapporti futuri
- programmano le conferenze stampa in ore adatte alle scadenze dei notiziari
- scrivono lanci stampa in un linguaggio sfruttabile
- organizzano attentamente le loro conferenze stampa e sessioni fotografiche

D'altra parte i media diventano riluttanti a pubblicare articoli che potrebbero danneggiare gli interessi corporativi che forniscono loro le risorse dalle quali dipendono: È molto difficile dare del bugiardo alle autorità da cui si dipende, anche se mentono spudoratamente. (p. 22)
La complessità di questa presunta relazione dà anche origine ad una "divisione morale del lavoro", in cui "i funzionari sono coloro che possiedono e forniscono i fatti", mentre i "reporter hanno il mero compito di riceverli da loro". Si suppone quindi che i giornalisti adottino un atteggiamento acritico in modo da accettare i valori corporativi senza sperimentare la dissonanza cognitiva.

### La risposta negativa
Il termine "flak" (fuoco contraereo) è stato usato dagli autori per definire quegli sforzi mirati a screditare organizzazioni e individui che siano in disaccordo (o sollevino dubbi) con le assunzioni prevalenti, favorevoli al potere costituito. Mentre i primi tre fattori "filtranti" sono una conseguenza dei meccanismi del mercato, il flak è caratterizzato da sforzi concertati ed intenzionali per gestire l'informazione pubblica.

### L'ideologia (sostitutiva dell'anticomunismo)
I sostenitori del modello di propaganda di Chomsky e Herman sostengono che, con la disgregazione dell'Unione Sovietica, si sia necessariamente persa l'enfasi principale del "sistema propagandistico", in questo caso l'anticomunismo, ed abbia bisogno di un sostituto. Chomsky e Herman sostengono che un possibile sostituto per l'ideologia centrale dell'anticomunismo sembra essere emerso nella forma di "anti-terrorismo", dove "terrorismo" viene grossolanamente definito come qualsiasi opposizione alla politica estera degli Stati Uniti.

## Sintesi
Gli autori riassumono quindi così la loro teoria:
"Un modello di propaganda plausibile può basarsi inizialmente su assunzioni guidate su un mercato libero non particolarmente controverse. Essenzialmente, i media privati sono grosse aziende che vendono un prodotto (lettori e spettatori) ad altre imprese (i pubblicitari). I media nazionali tipicamente hanno come target e servono le opinioni d'élite, gruppi che, da una parte forniscono un "profilo" ottimale per gli scopi dei pubblicitari, e dall'altra prendono parte al processo decisionale della sfera pubblica e privata. I media nazionali non riuscirebbero ad andare incontro ai bisogni del loro pubblico elitario se non presentassero un ritratto tollerabilmente realistico del mondo. Ma il loro "scopo societario" richiede anche che i media riflettano gli interessi e le preoccupazioni dei venditori, dei compratori, e delle istituzioni governative e private dominate da questi gruppi (p. 303)."

## Riscontri empirici
Nel libro La fabbrica del consenso (Manufacturing Consent) all'esposizione teorica del modello segue un'ampia sezione nella quale gli autori testano la validità del modello verificandone la veridicità in casi specifici. Si aspettano cioè che se il modello è corretto e i filtri influenzano davvero il contenuto dei media, allora i media mostreranno di essere parziali, favorendo sistematicamente gli interessi delle corporazioni.
Noam Chomsky disse, "Il primo modo in cui abbiamo messo alla prova il modello ne La Fabbrica del Consenso è stato di sottoporlo alla prova più dura: lasciamo scegliere il terreno di confronto agli oppositori del modello. [...] Abbiamo cioè verificato che modello fosse valido proprio per quegli esempi che gli avversari hanno scelto a sostegno della propria tesi"  Perciò il libro studia proprio gli esempi considerati come paradigmatici dell'indipendenza della stampa, come la guerra nel Vietnam, il Watergate, e l'Irangate, e contesta che questi esempi confermano il modello.
Guardarono inoltre a quelli che essi percepivano come "gruppi di controllo storici", riscontrabili naturalmente, nei quali due eventi, simili nelle loro proprietà rilevanti ma differenti nell'attitudine aspettata dai media verso di essi, sono messi in contrasto utilizzando misure obiettive come la copertura di eventi chiave (misurati in pollici di colonna) o editoriali che favorivano una particolare questione (misurati in numero).
Alla fine, gli autori esaminano quali punti di vista credano siano espressi nei media. In un caso, gli autori hanno esaminato più di cinquanta degli articoli di Stephen Kinzer sul Nicaragua nel New York Times. Mostrano che Kinzer non riesce a menzionare una sola persona in Nicaragua che sia pro-sandinista e contestano tale esposizione con i sondaggi che riportano un supporto complessivo del 9% per tutte le parti dell'opposizione. Basandosi su questo esempio e altri selezionati, gli autori concludono che questa parzialità persistente può solo essere spiegata con un modello come quello che propongono. ("[Sono solo] il 9% della popolazione ma hanno il 100% di Stephen Kinser," afferma Chomsky.)
Conclude Chomsky: "abbiamo studiato una grande quantità di casi, da ogni punto di vista metodologico che siamo stati in grado di pensare, e tutti supportano il modello di propaganda. E da ora ci sono migliaia di pagine di materiale simile che conferma la tesi in libri ed articoli anche di altre persone. Difatti, azzarderei dire che il modello di propaganda è una delle tesi meglio confermate delle scienze sociali. In realtà, che io sappia, non c'è stata alcuna seria contro-discussione di questa tesi."

## Uso della teoria
Dalla pubblicazione di Manufacturing Consent, sia Herman che Chomsky hanno adottato la teoria e le hanno assegnato un ruolo prominente nei loro scritti. In particolare Chomsky ne ha fatto un uso estensivo per tener conto delle attitudini dei media verso un ampio raggio di eventi, come la guerra del Golfo (1990), l'invasione di Panamá (1989) e l'invasione dell'Iraq (2003). Herman, cercando di far stabilire una entità con mandato istituzionale per analizzare il funzionamento dei media, si associò al Fairness and Accuracy in Reporting (FAIR, imparzialità e accuratezza nel riportare le notizie), che ha criticato e tentato di documentare le parzialità e le censura dei media dal 1986.
Con l'emergere del World Wide Web come mezzo di comunicazione economico ma potenzialmente di largo raggio, sono sorti un numero di siti web indipendenti che adottano il modello di propaganda per osservare da vicino i media. Probabilmente il più consistente e serio di questi è MediaLens, un sito che ha sede nel Regno Unito, di David Edwards e David Cromwell.

### Controllo di applicabilità in altri paesi
Sull'applicabilità del modello a sistemi mediatici di altri paesi Chomsky ha questo da dire:
Raramente è stato fatto in maniera anche solo vagamente sistematica. C'è uno studio sui media britannici, da un buon gruppo media di Glasgow. Interessante un lavoro sulla copertura del British Central America, compiuto da Mark Curtis nel suo libro Ambiguità del Potere. È stato fatto del lavoro sulla Francia, soprattutto in Belgio, ed inoltre un libro recente di Serge Halimi (editore di Le Monde diplomatique). C'è uno studio minuzioso di uno studente olandese, che applica i metodi che Ed Herman ha utilizzato nello studiare le reazioni dei media degli Stati Uniti alle elezioni (El Salvador, Nicaragua) a 14 dei maggiori giornali europei. [...] Risultati interessanti. Discussi un po' (insieme ad altri) in una nota nel capitolo 5 del mio libro Deterring Democracy 